# Psilocybe tasmaniana
Psilocybe tasmaniana är en svampart som beskrevs av Guzmán & Watling 1978. Psilocybe tasmaniana ingår i släktet slätskivlingar och familjen Strophariaceae.   Inga underarter finns listade i Catalogue of Life.